# Marano Vicentino
Marano Vicentino ist eine norditalienische Gemeinde (comune) mit 9283 Einwohnern (Stand 31. Dezember 2023) in der Provinz Vicenza in Venetien. Die Gemeinde liegt etwa 18 Kilometer nordwestlich von Vicenza am östlichen Ufer des Bacchiglione und im Zentrum der Provinz Vicenza.
Bis 1867 lautete der Name allein Marano, der Zusatz wurde zur Unterscheidung gleicher oder ähnlicher Ortsnamen hinzugefügt.

## Wirtschaft und Verkehr
Um Marano Vicentino wird Mais angebaut. Er wird als Maranello/Maranelo oder Mais Marano (Proteingehalt: 19,69 %; Kohlenhydrate: 61,58 %; Fette: 5,76 %) bezeichnet. 
Marano Vicentino liegt an der Autostrada A31. Der Autobahnanschluss liegt allerdings in der Nachbargemeinde Thiene (Ortsteil: Borgo Lambertico). Der Bahnhof Maranos liegt an der nichtelektrifizierten Bahnstrecke Vicenza-Schio. 

## Söhne und Töchter
- Sergio Berlato (* 1959), Politiker, MdEP
- Alessio Saccardo (* 1940), römisch-katholischer Ordensgeistlicher und emeritierter Bischof von Ponta de Pedras in Brasilien